# Yap Kim Hock
Yap Kim Hock (n. 2 iulie 1970, Muar⁠(d), Johor, Malaysia) este un jucător de badminton ce a reprezentat Malaysia, medaliat olimpic. A participat la 2 ediții ale Jocurilor Olimpice (1996, 2000) în care a câștigat o medalie de argint.